# Meritul pentru Învățământ
Conform Legii 29/2000, Ordinul Meritul pentru Învățământ (în grad de Mare Ofițer, Comandor, Ofițer și Cavaler) este o decorație care se poate acorda cetățenilor români sau străini, personal didactic, de cercetare științifică și alte categorii de personal, care au merite deosebite în dezvoltarea învățământului de diferite tipuri, niveluri și forme de organizare și în cercetarea științifică sau au contribuit la strângerea legăturilor dintre instituțiile de învățământ din străinătate și cele din România. Instituțiile și unitățile de învățământ de prestigiu din țară sau din străinătate, care au o vechime de cel puțin 50 de ani, pot fi decorate, în mod excepțional, cu Ordinul Meritul pentru Învățământ.
Medalia Meritul pentru Învățământ este o decorație ce se acordă cetățenilor români sau străini, personal didactic și alte categorii de personal, pentru rezultate meritorii în promovarea învățământului de diferite tipuri, niveluri și forme de organizare și în asigurarea condițiilor optime pentru buna desfășurare a procesului de învățământ.